# John Ajvide Lindqvist

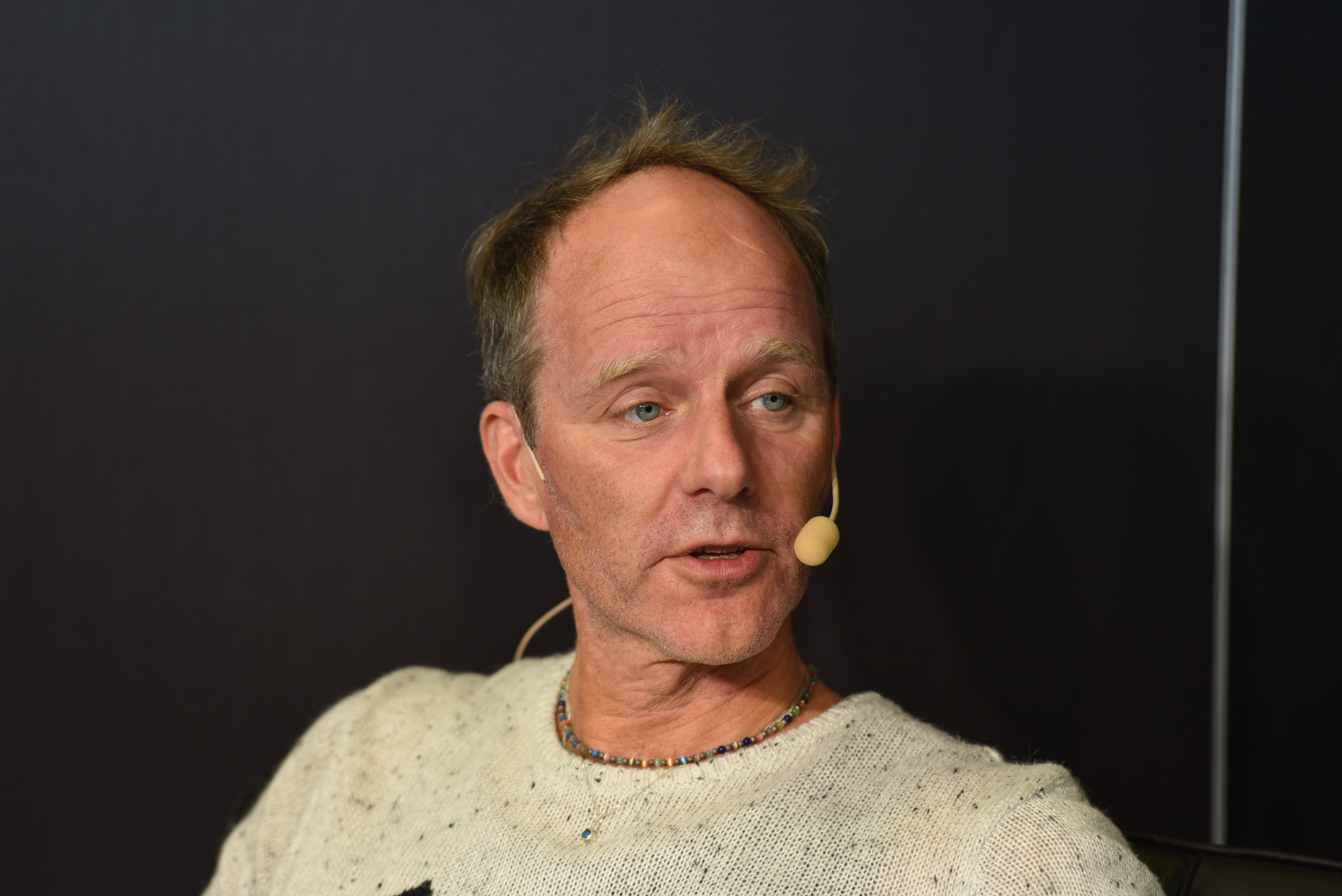
John Ajvide Lindqvist bei der Göteborger Buchmesse 2017

John Erik Ajvide Lindqvist (* 2. Dezember 1968 in Stockholm-Blackeberg) ist ein schwedischer Schriftsteller.

## Leben
Lindqvist wuchs in Blackeberg, einem Vorort von Stockholm, auf. Er begann zunächst als Straßenkünstler und machte Karriere als Zauberer und Stand-Up-Comedian. Für das Schwedische Fernsehen arbeitete er als Drehbuchautor, bevor er mit dem Schreiben von Horrorliteratur begann. Einem großen Publikum wurde er durch die Verfilmung seines ersten Romans So finster die Nacht bekannt. Seine Bücher sind in 29 Ländern, darunter Australien, Brasilien, China, Dänemark, Deutschland, Großbritannien, Italien, Niederlande, Norwegen, Frankreich, Polen, Russland und den USA veröffentlicht worden. Er ist verheiratet mit der Schriftstellerin Mia Ajvide.

## Werke
- Låt den rätte komma in. 2004
  - So finster die Nacht. dt. von Paul Berf, Bastei Lübbe, Bergisch Gladbach 2007, ISBN 978-3-404-15755-6.
- Hanteringen av odöda. 2005
  - So ruhet in Frieden. dt. von Paul Berf, Bastei Lübbe, Bergisch Gladbach 2008, ISBN 978-3-404-15913-0.
- Pappersväggar. 2006
  - Im Verborgenen. Zehn Erzählungen dt. von Paul Berf, Lübbe, Bergisch Gladbach 2010, ISBN 978-3-404-16452-3.
- Tindalos. 2007, als Fortsetzungsgeschichte in der schwedischen Zeitung Dagens Nyheter erschienen
- Människohamn. 2008
  - Menschenhafen. dt. von Paul Berf, Lübbe, Bergisch Gladbach 2009, ISBN 978-3-7857-6006-2.
- Lilla stjärna. 2010
  - Wolfskinder. dt. von Thorsten Alms, Lübbe, Bergisch Gladbach 2011, ISBN 978-3-7857-6056-7.
- Låt de gamla drömmarna dö. 2011
  - Das dunkle Echo der Liebe. Bisher nur als Bonusgeschichte in der E-Book-Version von So finster die Nacht und als Hörbuch erhältlich.
- Himmelstrand. 2014
  - Himmelstrand. dt. von Thorsten Alms, Lübbe, Köln 2016, ISBN 978-3-4041-7316-7.
- Rörelsen. 2015
  - Die Bewegung. dt. von Thorsten Alms, Lübbe, Köln 2018, ISBN 978-3-404-17711-0.
- Vänligheten. 2021
  - Unwesen. dt. von Thorsten Alms, dtv, München 2023, ISBN 978-3-423-28338-0.
- Skriften i vattnet. 2022
  - Refugium. dt. von Franziska Hüther, Ricarda Essrich, Thorsten Alms, Hannes Langendörfer, dtv, München 2023, ISBN 978-3-423-28364-9.
- Rummet i jorden. 2024
  - Signum. dt. von Ricarda Essrich, dtv, München 2024, ISBN 978-3-423-28378-6.

## Hörbücher
- So finster die Nacht. Gelesen von Sascha Rotermund, Lübbe audio, Bergisch Gladbach 2007, ISBN 978-3-7857-3277-9.
- So ruhet in Frieden. Gelesen von Sascha Rotermund, Lübbe audio, Bergisch Gladbach 2008, ISBN 978-3-7857-3679-1.
- Menschenhafen. Gelesen von Sascha Rotermund, Lübbe audio, Bergisch Gladbach 2009, ISBN 978-3-7857-3828-3.

## Film
Das Buch So finster die Nacht wurde 2008 in Schweden unter dem gleichnamigen Filmtitel (Originaltitel: Låt den rätte komma in, internationaler englischer Titel: Let the Right One In) verfilmt, wozu Lindqvist auch das Drehbuch schrieb. Eine US-amerikanische Neuverfilmung (Regie Matt Reeves) erschien 2010 unter dem Titel Let Me In. 2018 wurde eine Kurzgeschichte Lindqvists unter dem Titel Border verfilmt.

## Auszeichnungen
- 2008 Selma-Lagerlöf-Preis für John Ajvide Lindqvist